# Ай Фэнь
Ай Фэнь (艾芬, Ai Fen) — заведующая отделением неотложной помощи Центральной больницы города Ухань в Китае. Она стала первым медиком, заявившим всему миру о начале эпидемии COVID-19. В статье, опубликованной китайским журналом «Жэньу», ее окрестили 发哨子的人 («первая, подавшая сигнал свистком»). Статья была немедленно уничтожена китайской цензурой, но сохранилась в китайском интернете в виде репостов, переведенных на языки эмоджи, азбуки Морзе и пиньинь, с целью обойти цензуру.

## Начало карьеры
Ай Фэнь закончила медицинский колледж Тунцзи (теперь ставший частью Хуачжунского университета науки и технологии) и работала в отделении кардиоваскулярной медицины Уханьской центральной больницы. В 2010 году она возглавила отделение неотложной помощи.

## Вспышка COVID-19
18 декабря 2019 года Ай Фэнь столкнулась с первым случаем легочной инфекции, в виде «множественных неровных размытых теней в легких» поставщика продукции с рынка морепродуктов Хуанань. 27 декабря в отделении появился второй подобный пациент, но у него не было истории посещения Хуананьского рынка. Вечером 30 декабря результат анализа второго пациента выявил заражение коронавирусом. Увидев слова «SARS coronavirus, синегнойная палочка, 46 видов бактериальных колоний» на распечатке анализа, Ай немедленно сообщила об этом в управление здравоохранения и инфекционное отделение больницы. Она также обвела маркером слово «SARS», сфотографировала распечатанный тест и отправила фотографию врачу другой уханьской больницы. Фото быстро распространилось в медицинских кругах, достигнув и доктора Ли Вэньляна, офтальмолога той же больницы, который в тот же день опубликовал снимок в соцсети WeChat. Снимок разошелся по Сети в огромных количествах, но сам Ли Вэньлян, впоследствии обвиненный полицией в «распространении слухов» и вынужденный вернуться к работе с инфицированными пациентами, вскоре заразился и скончался от коронавируса.
1 января 2020 года Ай Фэнь снова обратилась в отделение здравоохранения и медицинского обслуживания больницы, сообщив о массовом поступлении больных в частную клинику рядом с Южно-китайским рынком морепродуктов. В надежде обратить на это внимание руководства, Ай Фэнь предупреждала, что массовое заражение докторов и медсестер будет большим ударом. Вскоре Ай Фэнь была приглашена на собеседование в администрацию больницы и получила «беспрецедентный жесткий выговор». Впоследствии Ай Фэнь рассказала, что руководство больницы обвинило ее в распространении слухов и непрофессионализме.
Утром 11 января 2020 года Ай Фэнь узнала об инфицировании Ху Цзывэй, медсестры из ее отделения. Ай немедленно обратилась к руководству, которое, собрав срочное совещание, распорядилось заменить медицинский диагноз зараженной медсестры с «вирусной легочной инфекции?» на «общую легочную инфекцию». На следующем совещании 16 января 2020 года больничные чиновники по-прежнему отрицали вероятность распространения вирусной инфекции от человека к человеку.
Позже в сети появились слухи, что Ай Фэнь тоже скончалась от коронавируса, но 20 февраля 2020 года Ай Фэнь объявила, что не больна и продолжает работать, вместе в другими врачами сражаясь с вирусом.

## Первая, подавшая сигнал
10 марта 2020 года китайский журнал «Жэньу» опубликовал интервью с Ай Фэнь в мартовском выпуске, под названием «The whistle-giver» («Первая, подавшая свисток»). Но уже спустя три часа после публикации статью было приказано удалить. Исчезла она и на странице журнала «Жэньу» в соцсети WeChat, и в национальных СМИ, успевших сделать ее репосты. Лишь официальный сайт одного из подразделений Национальной комиссии здравоохранения перепечатал статью под другим заголовком: «Если бы врачей предупредили раньше, этот день никогда бы не настал» (цитата из интервью с Ай Фэнь) и поблагодарил репортеров журнала.
Объединившись против цензуры, китайские пользователи интернета начали репостить статью, используя шрифт Брайля, эмоджи, азбуку Морзе и иероглифы в древнем стиле китайской каллиграфии чжуаньшу. Статья была переведена на английский, немецкий и японский языки, эльфийские руны, а также в формат последовательностей ДНК.
29 марта было сообщено об исчезновении Ай Фэнь. Предполагалось, что она арестована, однако затем она опровергла это.